# Klaus Schweineberg
Klaus Schweineberg (* 18. März 1957) ist ein deutscher ehemaliger Fußballspieler. Für die Betriebssportgemeinschaft Chemie Böhlen spielte er in der zweitklassigen DDR-Liga und in der Nachwuchsoberliga sowie für die BSG Motor Grimma in der DDR-Liga.

## Sportliche Laufbahn
Nachdem Klaus Schweineberg 1975 für den Männerbereich spielberechtigt geworden war, spielte er mit der 2. Mannschaft von Chemie Leipzig bis 1978 in der drittklassigen Bezirksliga Leipzig.
In der Saison 1978/79 gehörte er zum Spieleraufgebot der Nachwuchsoberliga-Mannschaft des DDR-Oberligisten Chemie Böhlen. Er wurde in der Regel als Abwehrspieler eingesetzt und bestritt die Mehrzahl der Spiele. Da die BSG Chemie aus der Oberliga abstieg, spielte Schweineberg mit Böhlen 1979/80 in der DDR-Liga. Dabei wurde er im Mittelfeld aufgeboten, absolvierte 19 der 22 Ligaspiele und erzielte ein Tor. Als Staffelsieger beteiligte sich Chemie Böhlen an der Oberliga-Aufstiegsrunde und schaffte die sofortige Rückkehr ins Oberhaus. Schweineberg wurde in sechs der acht Aufstiegsspiele eingesetzt, stand aber nur zweimal in der Startelf. Für die Oberligasaison 1980/81 wurde Schweineberg zwar als Mittelfeldspieler gemeldet, kam aber in den Oberligaspielen nicht zum Einsatz. Stattdessen wurde er wieder in der Nachwuchsoberliga eingesetzt. Dort gehörte er zum Spielerstamm, spielte hauptsächlich als Stürmer und erzielte drei Tore. Nach dem erneuten Abstieg der 1. Mannschaft gehörte Schweineberg 1981/82 wieder zum DDR-Liga-Aufgebot, wurde aber nur am 1. Spieltag eingesetzt.
Nach Abschluss der Spielzeit schloss sich Schweineberg dem Bezirksligisten Motor Grimma an. In der Saison 1983/84 stieg er mit der Mannschaft in die DDR-Liga auf. 1984/85 spielte er ohne Unterbrechung bis zum 22. Spieltag der 34 ausgetragenen Runden als Stürmer und war vierfacher Torschütze. 1985/86 bestritt er von den 34 Ligaspielen 19 Partien, stand aber nur sechsmal in der Startelf und blieb torlos. Seine letzte DDR-Liga-Saison absolvierte Klaus Schweineberg 1986/87. Für Motor Grimma absolvierte er in der Hinrunde noch acht Ligaspiele und bewies mit seinen drei Treffern noch einmal seine Treffsicherheit. Nach Abschluss der Saison teilte die BSG Motor mit, dass Klaus Schweineberg seine aktive Laufbahn beendet habe. 
Als DDR-Liga-Spieler bestritt Klaus Schweineberg innerhalb von fünf Spielzeiten 66 Punktspiele, in denen er acht Tore erzielte. 